# Bozioru (gmina)
Bozioru – gmina w Rumunii, w okręgu Buzău. Obejmuje miejscowości Bozioru, Buduile, Fișici, Găvanele, Gresia, Izvoarele, Nucu, Scăeni, Ulmet i Văvălucile. W 2011 roku liczyła 1161 mieszkańców.